# Robert Hugh Archer
Pour les articles homonymes, voir Archer (homonymie).
Robert Hugh Archer, né le 25 août 1852 à Leamington Spa (Warwickshire) et mort le 21 mars 1930 à Hampton, est un navigateur britannique.

## Biographie
Il entre dans la Royal Navy en 1872 et sert comme midshipman sur le Galatea (1875) avant de devenir un des lieutenants de George Nares en 1875-1876 sur la Discovery lors de son expédition en Arctique. Archer reconnaît lors de ce voyage le fjord du Nunavut qui porte son nom.